# Such a Night
"Such a Night" (traducida a veces como "¡Qué noche!" o "Una noche inolvidable") es una canción popularizada por Elvis Presley quien la grabó en 1960 para su álbum Elvis is Back! editado por RCA tras el regreso de Elvis de su estadía en el ejército en Alemania La composición del tema es de 1953 por parte de Lincoln Chase mientras que The Drifters grabaron su versión en el mismo año en que Chase la compuso.
La versión de Elvis logró alcanzar los primeros puestos de varias listas europeas durante su lanzamiento al mercado en formato de disco sencillo en 1964 y registró ventas en su momento de 400.000 copias.

## Antecedentes
Elvis Presley había regresado de Alemania de cumplir con el servicio militar obligatorio. Elvis había cumplido una etapa de maniobras en Fort Hood, Texas para luego de ellos ser trasladado a  la Tercera División Armada (apodada la “punta de lanza”) en los cuarteles Ray Barracks, situadas en Friedberg, Alemania Occidental donde permaneció hasta 1960.
En marzo de 1960 Elvis tuvo un regreso triunfal a los Estados Unidos  y pasó muy poco tiempo descansando antes de que comenzara nuevamente a grabar canciones para sus próximos álbumes y sencillos. La estadía en Europa con la música que Elvis había escuchado allí tuvieron su influencia y lo llevaron a una etapa de madurez musical que de alguna manera iba a verse reflejado en los siguientes trabajos de producción sonora.

## Grabación y ediciones
Elvis viajó hasta Nashville, para comenzar sus sesiones de grabación en el mítico estudio B que la RCA tenía allí. El 4 de abril de 1960 Presley realizó varias tomas de la canción hasta que finalmente se escogió la # 5 para confeccionar el máster. "Such a Night" fue editada tres días después de su registro, como el tercer tema del álbum "Elvis is Back!".
Posteriormente RCA reeditaría el tema ya en 1964 como cara A de un disco simple compuesto por la canción "Never Ending" en su cara B. En esta oportunidad "Such a Night" ingresó a la lista Billboard Hot 100 en el puesto # 15 y en el UK Singles Chart con un puesto # 13.
RCA editó para el Reino Unido en 1960 un EP titulado "Such a Night" que además de contener la canción en cuestión adicionalmente listaba otras tres canciones del álbum "Elvis is Back!"

## Letra
El tema 'Such A Night' popularizado por Elvis Presley captura la esencia de una noche romántica e inolvidable, marcada por un encuentro amoroso que deja una impresión perdurable al protagonista. La letra describe con entusiasmo los momentos fortuitos de un beso bajo la luz de la luna, donde se destacan la intensidad y la pasión del instante. La repetición de la frase 'it was it really was such a night' enfatiza la maravilla y el impacto emocional de la experiencia vivida.

## Listas
| Listas (1964)      | Posición alcanzada |
| ------------------ | ------------------ |
| Australia          | 7                  |
| Bélgica (Ultratop) | 2                  |
| Billboard Hot 100  | 15                 |
| Noruega            | 4                  |
| UK Singles Chart   | 13                 |